# 利家盃
利家盃（としいえはい）は、金沢競馬場ダート2000mで施行される地方競馬の重賞競走である。正式名称は「北國新聞社杯 利家盃」。

## 概要
2020年に百万石賞のトライアルの重賞競走として創設される。第1回の出走条件はサラブレッド系4歳以上で、負担重量は定量（56kg、牝馬2kg）、距離は2000mであった。
負担重量は2023年から別定で57kg（牝馬2kg減）となり、2025年に58kg、牝馬2kg減に変更された。
百万石賞の優先出走権付与対象は2024年に1着馬から3着以上の馬に拡大されている。

### 条件・賞金（2025年）
出走条件
サラブレッド系4歳以上、金沢所属（金沢所属として他場の交流含め前年度通算第1回金沢競馬以後に出走実績が必要）
負担重量
別定（58kg、牝馬2kg減）
賞金額
1着300万円、2着96万円、3着48万円、4着36万円、5着30万円、着外手当6万円。
優先出走権付与
3着以上の馬に百万石賞の優先出走権が付与される。
この欄の出典:

## 歴代優勝馬
| 回数  | 施行日        | 優勝馬             | 性齢 | 所属 | タイム | 優勝騎手 | 管理調教師 | 馬主     |
| ----- | ------------- | ------------------ | ---- | ---- | ------ | -------- | ---------- | -------- |
| 第1回 | 2020年5月24日 | サノサマー         | 牡6  | 金沢 | 2:12.0 | 米倉知   | 加藤和宏   | 佐野信幸 |
| 第2回 | 2021年5月16日 | ハクサンアマゾネス | 牝4  | 金沢 | 2:08.3 | 吉原寛人 | 加藤和義   | 河崎五市 |
| 第3回 | 2022年5月15日 | ハクサンアマゾネス | 牝5  | 金沢 | 2:06.9 | 吉原寛人 | 加藤和義   | 河崎五市 |
| 第4回 | 2023年5月7日  | ハクサンアマゾネス | 牝6  | 金沢 | 2:07.9 | 吉原寛人 | 加藤和義   | 河崎五市 |
| 第5回 | 2024年5月4日  | ハクサンアマゾネス | 牝7  | 金沢 | 2:09.1 | 吉原寛人 | 加藤和義   | 河崎五市 |
| 第6回 | 2025年4月27日 | マンガン           | 牡8  | 金沢 | 2:09.4 | 中島龍也 | 中川雅之   | 山下幹   |

### 各回競走結果の出典
- 利家盃　歴代優勝馬
- JBISサーチ
  - 2020年、2021年、2022年、2023年、2024年、2025年